# Los Vanegas
Los Vanegas är en ort i Mexiko.   Den ligger i kommunen Mexquitic de Carmona och delstaten San Luis Potosí, i den centrala delen av landet, 400 km nordväst om huvudstaden Mexico City. Los Vanegas ligger 1 969 meter över havet och antalet invånare är 331.
Terrängen runt Los Vanegas är platt åt sydost, men åt nordväst är den kuperad. Runt Los Vanegas är det ganska tätbefolkat, med 54 invånare per kvadratkilometer. Närmaste större samhälle är San Luis Potosí, 16,6 km sydost om Los Vanegas. Omgivningarna runt Los Vanegas är i huvudsak ett öppet busklandskap.